# Chrysopilus nigrifacies
Chrysopilus nigrifacies är en tvåvingeart som beskrevs av Akira Nagatomi 1968. Chrysopilus nigrifacies ingår i släktet Chrysopilus och familjen snäppflugor. Inga underarter finns listade i Catalogue of Life.